# KV51
KV51 es una tumba egipcia del llamado Valle de los Reyes, situado en la orilla oeste del Nilo, a la altura de la moderna ciudad de Luxor. Fue descubierta en 1906 por Edward Ayrton cuando trabajaba al servicio de Theodore Davis, pero su emplazamiento se ha perdido en la actualidad en una montaña de escombros. Aun así, sabemos que se haya muy cerca de KV50 y KV52, también desaparecidas en el triángulo formado por KV35, KV36 y KV49.
Como sus gemelas las tumbas número 50 y 52, KV51 es una de las «Tumbas de Animales», insólitos sepulcros del Valle de los Reyes en los que se hallaron, en el momento de su descubrimiento, restos de animales momificados. Pero lo realmente curioso de estas tumbas es que eran estos animales los auténticos destinatarios del lugar, lo que implica que al menos un faraón de entonces tenía tanto cariño a sus mascotas que quiso que le acompañasen a la otra vida, dándoles además un lugar de descanso eterno privilegiado. Pues hay que recordar que, aunque no sólo fueron monarcas los enterrados en el Valle de los Reyes, es realmente excepcional que un personaje no perteneciente a la familia real tuviera una tumba en aquel lugar –y aún más, un animal.
Parece ser que KV51 es la mayor de las tumbas de animales, y la única completamente excavada y con las paredes pulidas. Eso sí, como la inmensa mayoría de las tumbas no reales del Valle, carece de decoración. Según el informe de Ayrton, el sepulcro no es más que un pozo de entrada (A) seguido de una habitación rectangular (B) de casi dieciséis metros cuadrados, donde se encontraron las momias de los curiosos propietarios del lugar: tres monos, tres patos, un ibis y un babuino, todos ellos excelentemente momificados, pero libres de sus envoltorios. Al parecer la visión del babuino era sobrecogedora, dado su excelente estado de conservación y su nada desdeñable tamaño.
Los animales habían sido enterrados con su propio ajuar funerario, pero como casi todas las tumbas del Valle de los Reyes, KV51 había sido desvalijada ya en la antigüedad. Aun así, se pudieron recoger fragmentos de una caja de vasos canopos de estuco y algunas pequeñas joyas que estaban aún sobre los cuerpos de algunas de las momias. En cuanto a quién pudo ser el monarca que dispuso de un enterramiento así para algunas de sus mascotas, aún queda la duda, pues no existe mención alguna suya. El estilo del lugar parece corresponder a la dinastía XVIII, y el candidato más razonable es el faraón Amenhotep II, cuya tumba se encuentra a pocos metros de distancia de las tres tumbas de animales.

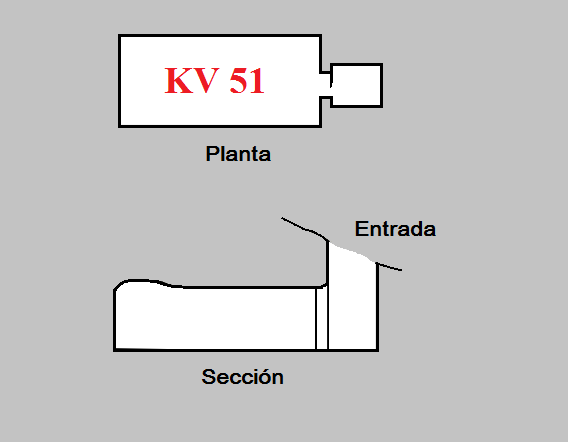
Plano de la Tumba KV51